# Gustaf Windahl
Gustaf Johan Windahl, född 28 december 1860 i Ronneby församling, Blekinge län, död 13 augusti 1919 i Kristine församling, Kopparbergs län, var en svensk provinsialläkare och riksdagsman.
Windahl var ledamot av riksdagens första kammare 1910–1911, invald i Kopparbergs läns valkrets.